# Robert Nicolaï
Robert Nicolaï (Toulon, 5 de fevereiro de 1945) é um linguista francês, professor universitário e leciona na Universidade de Nice Sophia-Antipolis. É especialista em línguas africanas, particularmente em línguas songais do sul e do norte.

## Biografia
Vencedor do prêmio de pesquisa da AFundação Alexander von Humboldt em 1997, é membro sênior do Institut universitaire de France e atualmente lidera a equipe Contato e gênese das línguas na zona Sahelo-Saariana da UMR 6039 Centre national de la recherche scientifique "Bases, corpus e linguagem".
Depois de vários anos no Níger, onde criou o Departamento de Linguística da Universidade de Niamey (1975), dirigiu o Instituto de Estudos e Pesquisas Interétnicas e Interculturais da Universidade de Nice (IDERIC, 1984 a 1988). Co-diretor da Unidade de Investigação Associada do CNRS (URA) 1235 "Modos de apropriação linguística" (1988 a 1995), criou a rede europeia Difusão Lexical na zona Sahelo-Sahariana que se tornou o Grupo de Investigação Europeu (GDRE) 1172 do CNRS em 1995, renovado em 1998.
Professor visitante nas Universidades de Frankfurt am Main (1997, 1998) e Viena (2004-2005), bem como no Instituto Max Planck de Antropologia Evolutiva em Leipzig (2005), fundador e co-editor do Journal of Language Contact, participa em numerosos projetos de investigação internacionais.

## Publicações
- Les dialectes du songhay. Contribution à l’étude des changements linguistiques. Paris 1981: SELAF
- Préliminaires à une étude sur l’origine du songhay. Problématique, matériaux et hypothèses. Berlin 1984: Dietrich Reimer.
- Parentés linguistiques. À propos du songhay. Paris 1990: Éditions du CNRS.
- Songhay (avec Zima, Petr). Munich/Newcastle 1997: Lincom Europa.
- La Traversée de l’empirique. Essai d’épistémologie sur la construction des représentations de l’évolution des langues. Paris 2000: Ophrys.
- La force des choses ou l’épreuve nilo-saharienne. Questions sur les reconstructions archéologiques et l’évolution des langues. Köln 2003: Rüdiger Köppe Verlag.
- La vision des faits. De l’a posteriori à l’a priori dans la saisie des langues. Paris 2007: L’Harmattan.